# Virvao
Virwa o Virvao fou un estat tributari protegit de l'agència de Kathiawar, al prant de Halar, presidència de Bombai.
Estava format per un sol poble amb un únic propietari tributari. La superfície era de 197 km² i la població el 1881 de 176 habitants. Els ingressos estimats eren de 100 lliures i pagava un tribut de 14 lliures al govern britànic i de quasi 5 al nawab de Junagarh.